# Tricholoma triste
Tricholoma triste är en svampart som först beskrevs av Giovanni Antonio Scopoli, och fick sitt nu gällande namn av Lucien Quélet 1872. Tricholoma triste ingår i släktet musseroner och familjen Tricholomataceae.  Arten är reproducerande i Sverige. Inga underarter finns listade i Catalogue of Life.